# Galasa belliculalis
Galasa belliculalis är en fjärilsart som beskrevs av Dyar 1914. Galasa belliculalis ingår i släktet Galasa och familjen mott. Inga underarter finns listade i Catalogue of Life.